# 訃報 2018年11月
訃報 2018年11月（ふほう 2018ねん11がつ）では、2018年11月に物故した、又は物故が報じられた人物についてまとめる。

## (1日 - 15日)

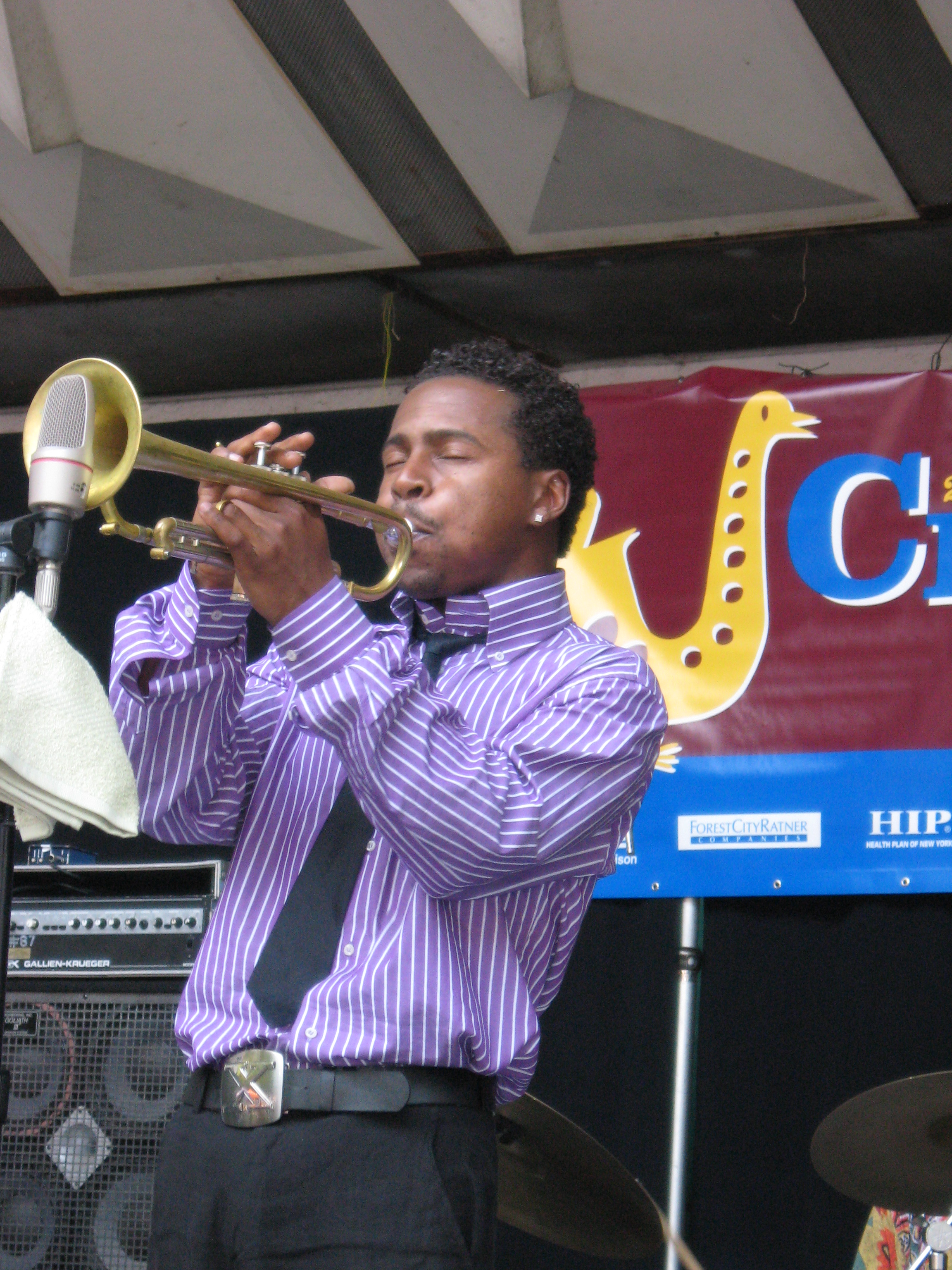
ロイ・ハーグローヴ／11月2日没

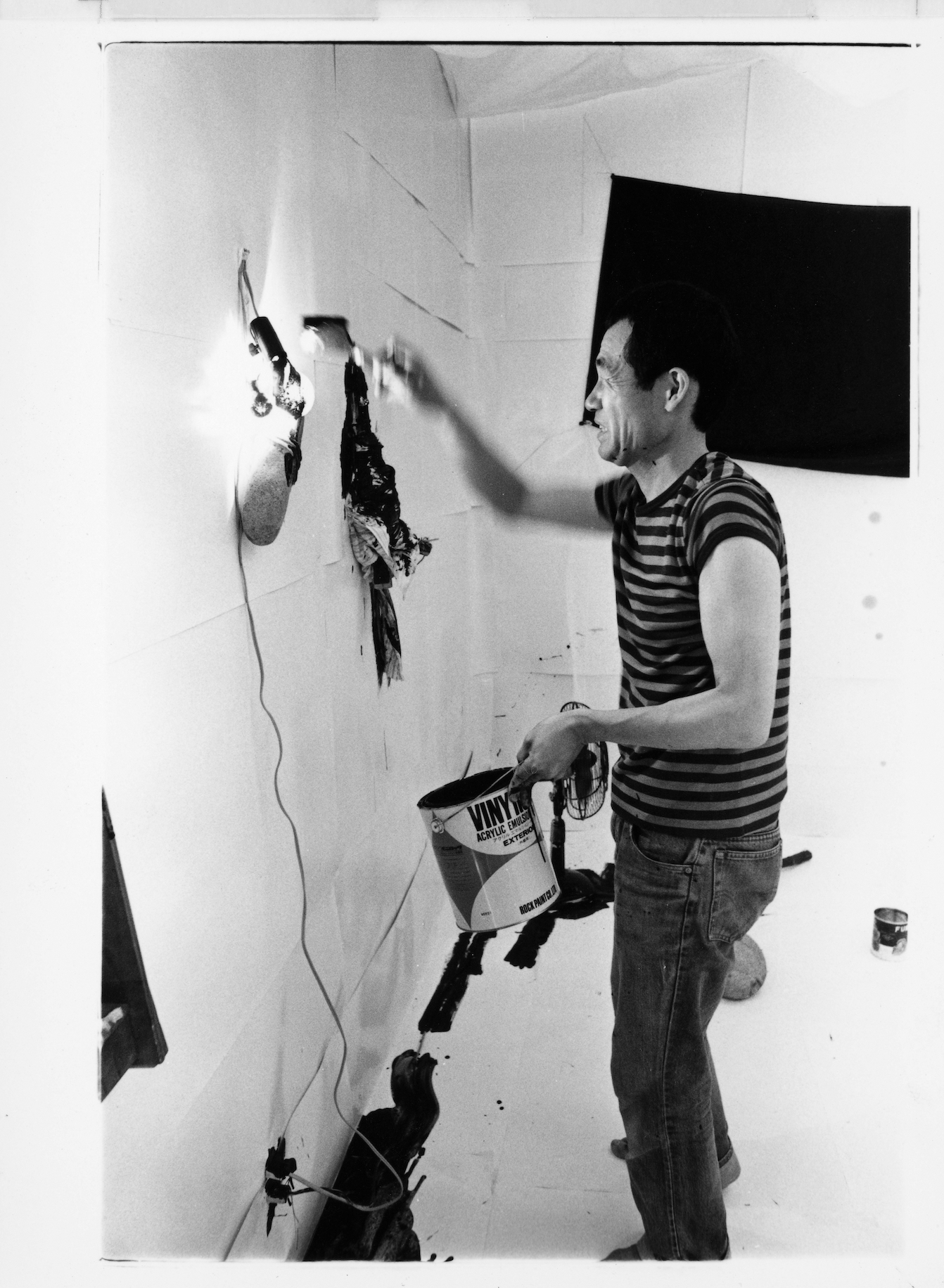
堀尾貞治／11月3日没

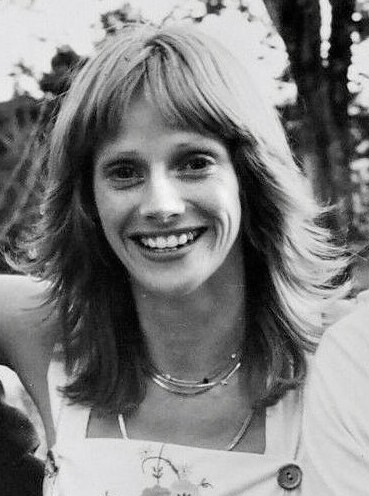
ソンドラ・ロック／11月3日没

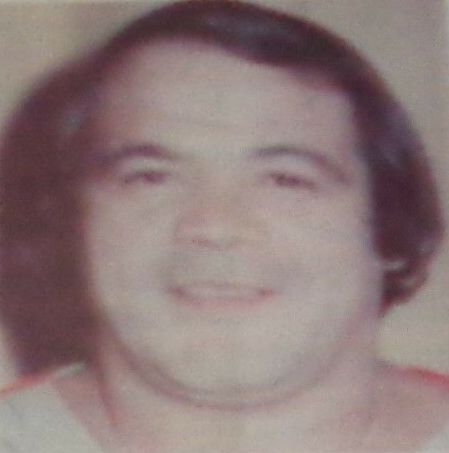
ホセ・ロザリオ／11月6日没

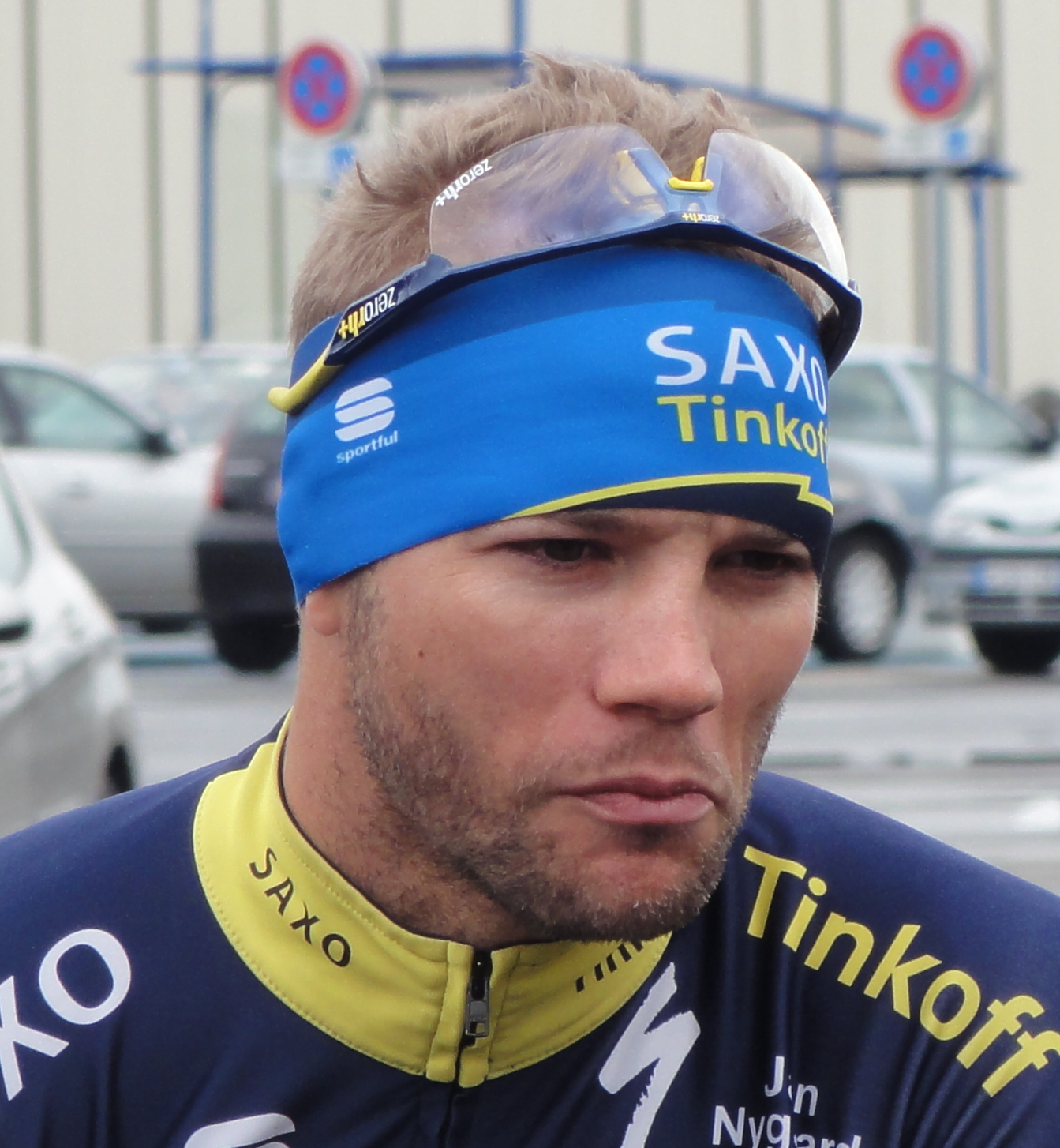
ジョナサン・キャントウェル／11月6日没

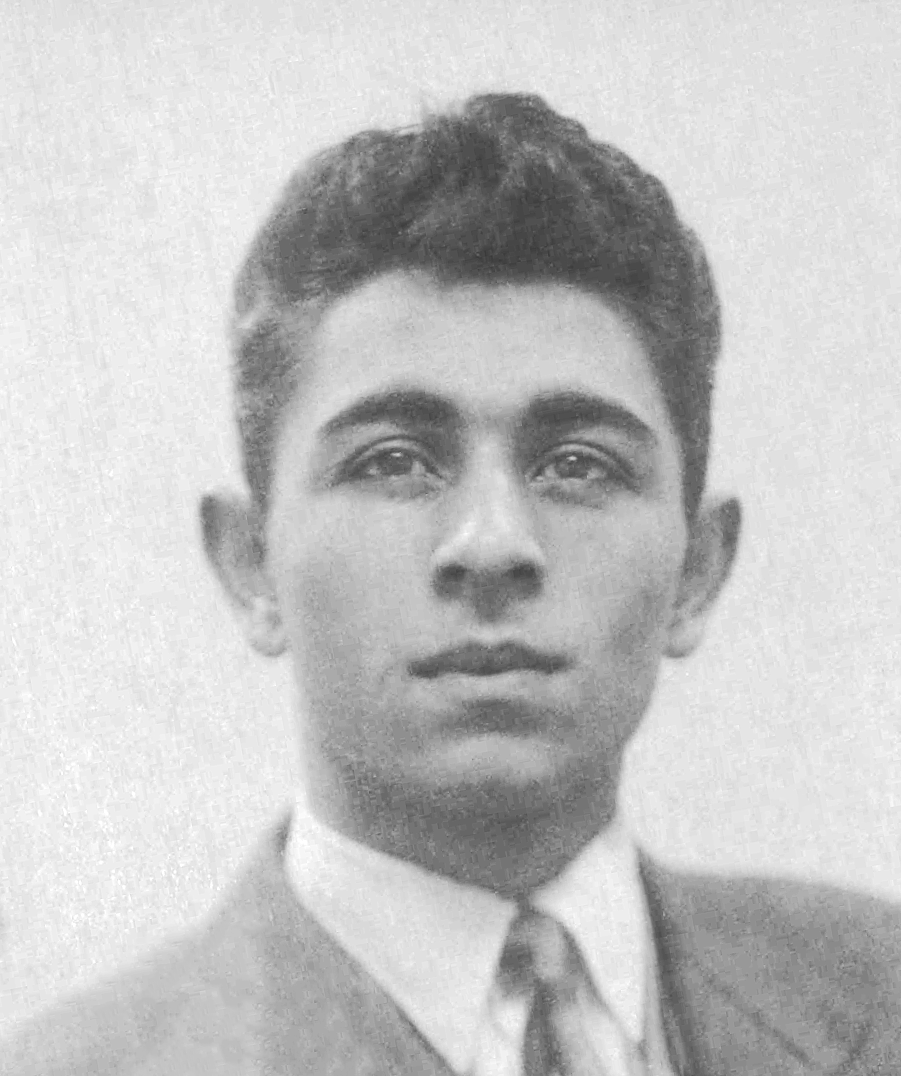
フランシス・レイ／11月7日没

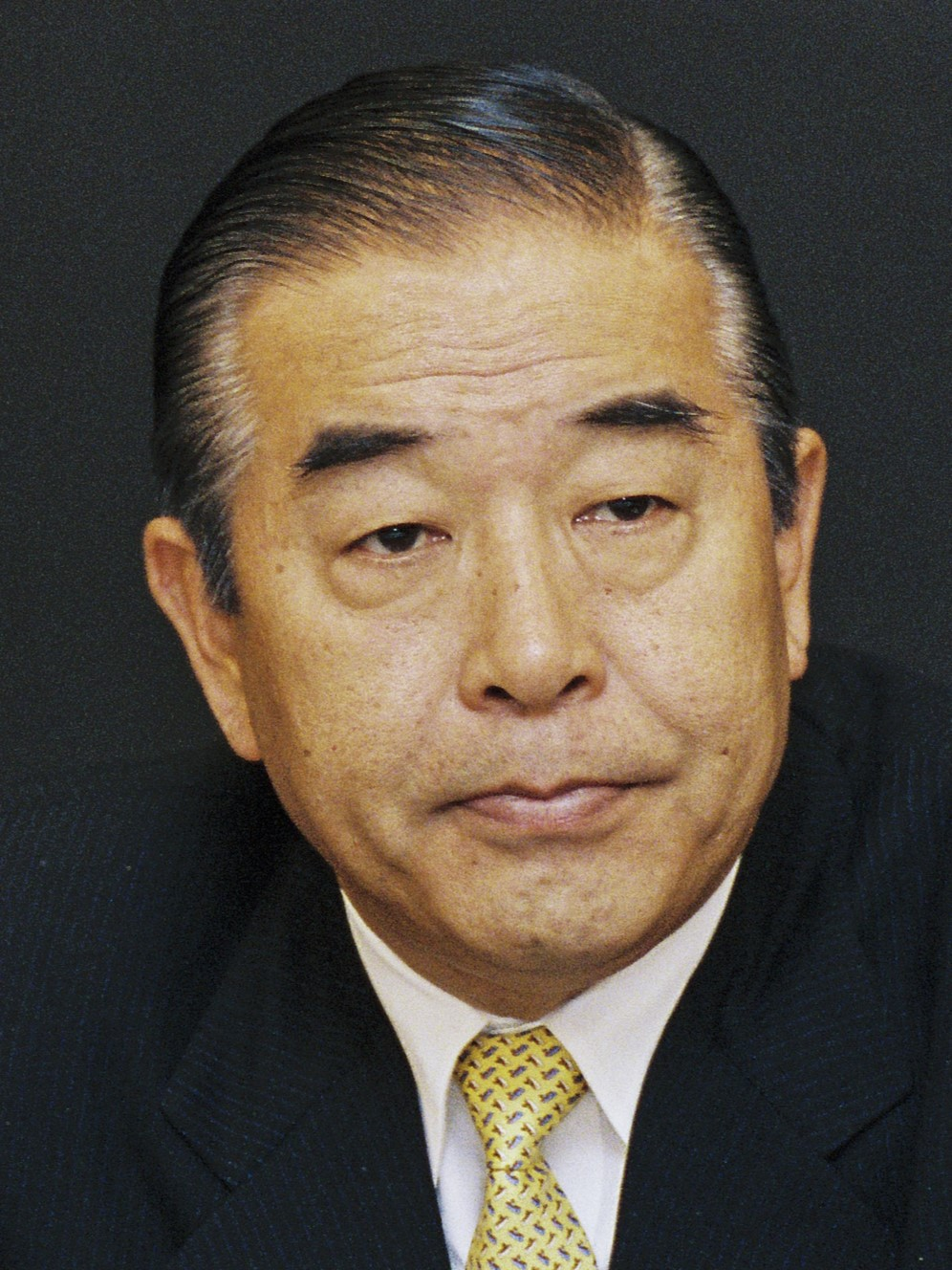
園田博之／11月11日没

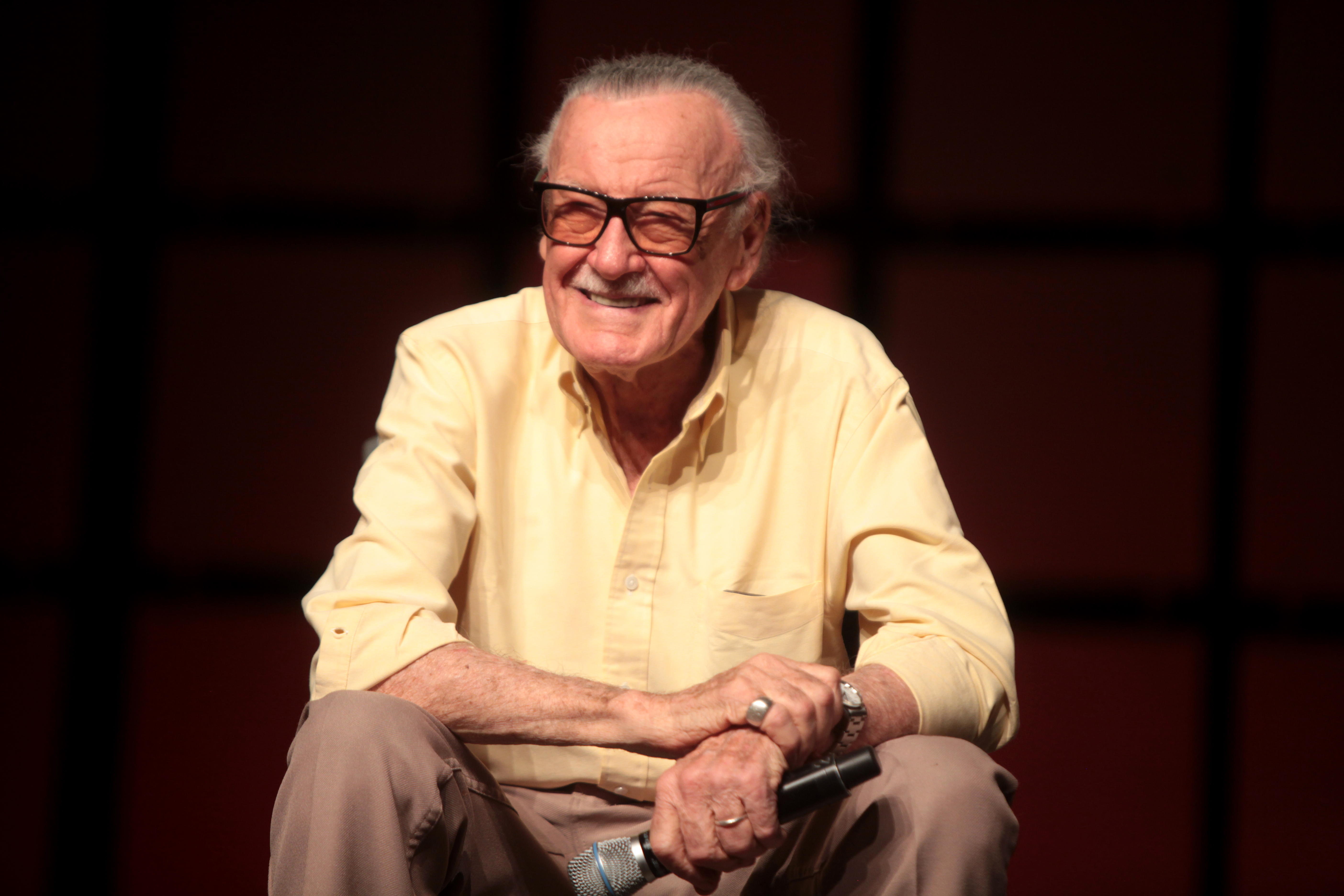
スタン・リー／11月12日没

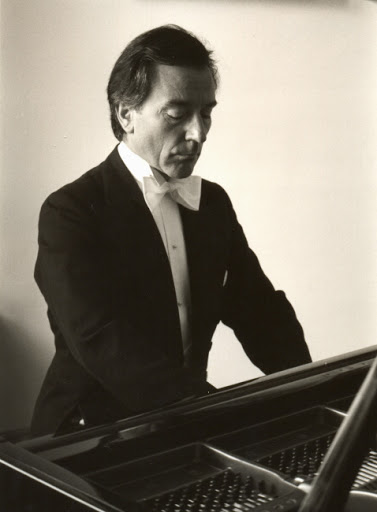
リカルド・レケホ／11月12日没

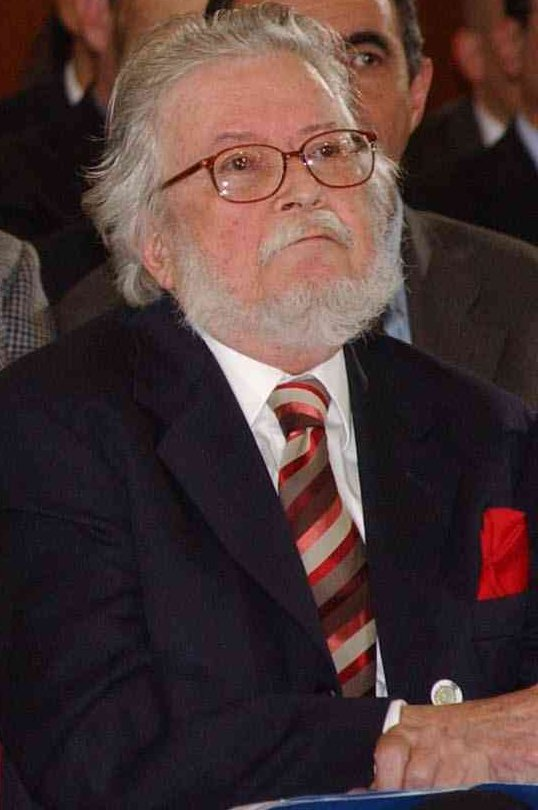
フェルナンド・デル・パソ／11月14日没

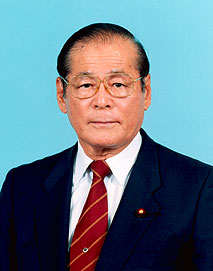
仲村正治／11月15日没

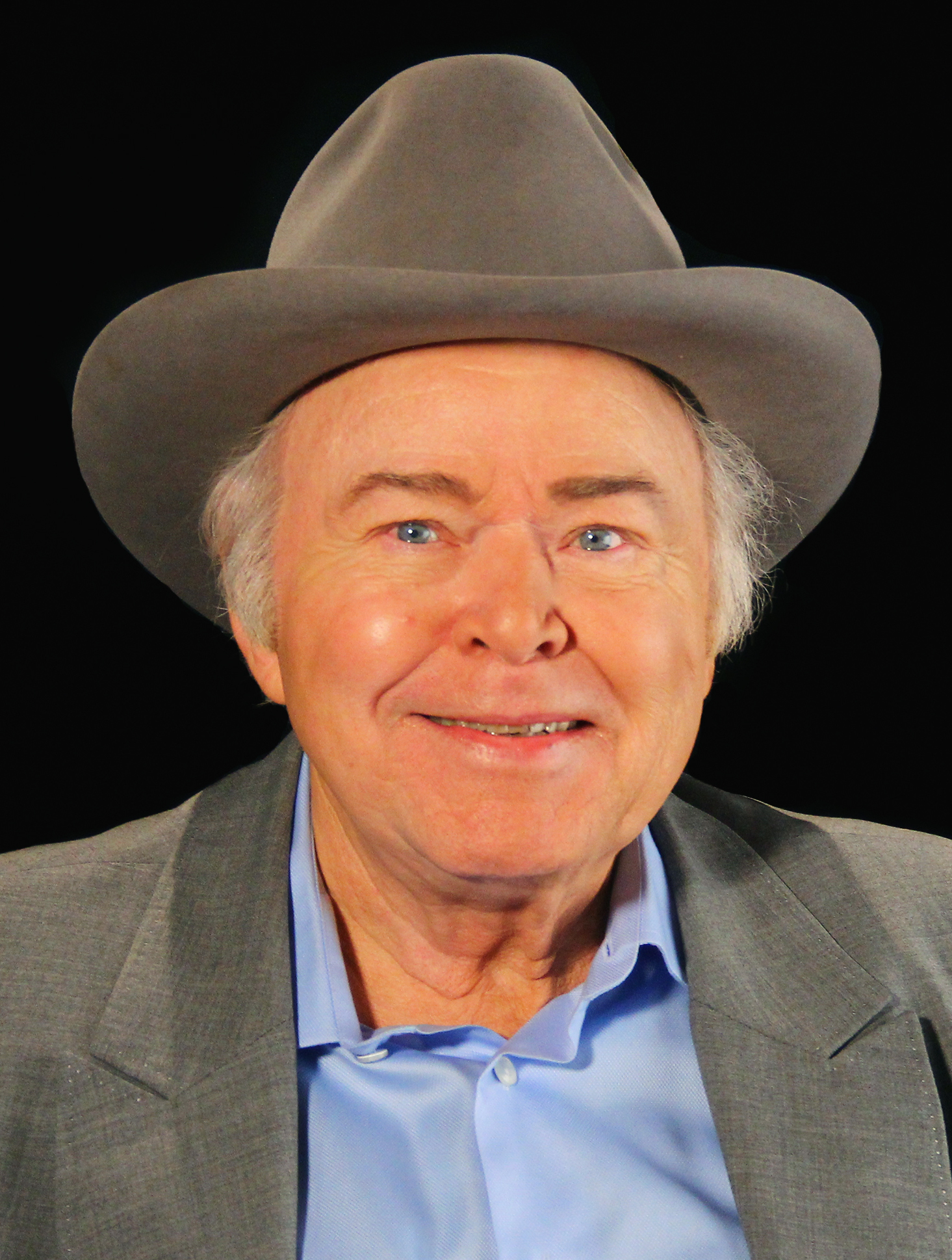
ロイ・クラーク／11月15日没

- 11月1日 - カルロ・ジュフレ（英語版）、イタリアの俳優（* 1928年）[1]
- 11月1日 - アラン・シュバリエ（フランス語版）、フランスの実業家、LVMH共同創業者（* 1931年）[2]
- 11月1日 - ケン・スウォフォード（英語版）、アメリカ合衆国の俳優（* 1933年）[3]
- 11月1日 - ウラジミール・テュテュンニク（ロシア語版）、ロシアの俳優、演劇監督（* 1954年）[4]
- 11月1日 - エドモンド・ザゴースキー（英語版）、アメリカ合衆国の犯罪者、死刑囚（* 1954年）[5]
- 11月1日 - 深山計、日本のフリーアナウンサー、元中国放送・ニッポン放送アナウンサー（* 1954年）[6]
- 11月1日 - ユーリ・ヴァーダニャン（英語版）、アルメニアの重量挙げ選手、1980年モスクワオリンピックライトヘビー級金メダリスト（* 1956年）[7]
- 11月1日 - テオドール・ホフマン、東ドイツの海軍軍人、国防相、国家人民軍司令官（* 1935年）[8]
- 11月2日 - レイモンド・チョウ、イギリス領香港出身の映画プロデューサー（* 1927年）[9][10]
- 11月2日 - アルバロ・デ・ルナ（スペイン語版）、スペインの俳優（* 1933年）[11]
- 11月2日 - 西川潤、日本の経済学者、早稲田大学名誉教授（* 1936年）[12]
- 11月2日 - マウラナ・サミウル・ハク（英語版）、パキスタンの神学者、同国上院議員（* 1937年）[13]
- 11月2日 - キティー・オニール（英語版）、アメリカ合衆国のスタント・パーソン、女性地上最速記録保持者（* 1946年）[14]
- 11月2日 - アンドリュー・アーディエールズ（英語版）、アメリカ合衆国の連続殺人犯、死刑囚（* 1964年）[15]
- 11月2日 - ロイ・ハーグローヴ、アメリカ合衆国のジャズトランペット奏者（* 1969年）[16]
- 11月2日 - ハーバート・フィンガレット、アメリカ合衆国の哲学者、カリフォルニア大学名誉教授（* 1921年）[17]
- 11月3日 - ジャン・モア（英語版）、スイスのドキュメンタリー写真家（* 1925年）[18]
- 11月3日 - 中村清、日本の経済学者、西南学院大学名誉教授（* 1926年）[19]
- 11月3日 - 長野暹、日本の経済史学者、佐賀大学名誉教授（* 1931年）[20]
- 11月3日 - マリー・ハルマン・ジョージ（英語版）、アメリカ合衆国の元インディアナポリス・モーター・スピードウェイ会長（* 1934年）[21]
- 11月3日 - ビクトル古賀、日本の元レスリング選手、サンボ選手、サンボ指導者（* 1935年）[22]
- 11月3日 - 堀尾貞治、日本の現代美術家（* 1939年）[23]
- 11月3日 - グレン・シュウォーツ（英語版）、アメリカ合衆国のギタリスト、元ジェイムズ・ギャング（英語版）・パシフィック・ガス&エレクトリック（英語版）メンバー（* 1941年）[24]
- 11月3日 - ソンドラ・ロック、アメリカ合衆国の女優（* 1944年）[25]
- 11月3日 - マーク・フォッソン（英語版）、アメリカ合衆国のシンガーソングライター、アメリカン・プリミティブ・ギター（英語版）奏者（* 1950年）[26]
- 11月3日 - 増原聡、日本の政治家、鳥取県日南町長（* 1956年）[27]
- 11月3日 - ヤミー・ラム（中国語版）（藍潔瑛/ナム・キットイン）、香港の女優（* 1963年）[28]
- 11月3日 - ジョッシュ・フォーヴァー（英語版）、アメリカ合衆国のベーシスト、ディアハンターメンバー（* 1979年）[29]
- 11月3日 - ブレント・テイラー（英語版）、アメリカ合衆国の政治家、軍人、ユタ州ノース・オグデン（英語版）市長（* 1979年）[30]
- 11月3日 - 杉山和男、日本の官僚、通商産業事務次官（* 1927年）[31]
- 11月4日 - 平田実、日本の写真家（* 1930年）[32]
- 11月4日 - シン・ソンイル（朝鮮語版）、大韓民国の俳優（* 1937年）[33]
- 11月4日 - バーニー・グラスマン・徹玄（英語版）、アメリカ合衆国の禅宗僧侶（* 1939年）[34]
- 11月4日 - パドマ・ラトナ・トゥラダール、ネパールの政治家、人権活動家（* 1940年）[35]
- 11月4日 - 坂本剛二、日本の政治家、元衆議院議員【自由民主党・新党みらい・自由改革連合・新進党所属】（* 1944年）[36]
- 11月4日 - 王煥玉（中国語版）、中華人民共和国の物理学者、中国科学院高能物理研究所（中国語版）副所長（* 1954年）[37]
- 11月4日 - カテルィーナ・ハンジューク（英語版）、ウクライナの市民活動家、ヘルソン市長顧問（* 1985年）[38]
- 11月5日 - ロバート・B・スティネット（英語版）、アメリカ合衆国の写真家、作家（* 1924年）[39]
- 11月5日 - 中村昌生、日本の建築家、建築学者、京都工芸繊維大学・福井工業大学名誉教授（* 1927年）[40]
- 11月5日 - 蓬萊泰三、日本の脚本家・作詞家（* 1929年）[41]
- 11月5日 - 篠塚正宣、日本の土木工学者、プリンストン大学名誉教授、コロンビア大学教授（* 1930年）[42]
- 11月5日 - 太田道雄、日本の生体材料学者、九州大学名誉教授（* 1938年）[43]
- 11月5日 - 理辺良保行、スペイン出身の日本のイエズス会神父、心理学者、上智大学名誉教授（* 1938年）[44]
- 11月6日 - 倍巌良舜、日本の僧侶、融通念仏宗管長（* 1922年）[45]
- 11月6日 - ホセ・ロザリオ、メキシコのプロレスラー・トレーナー（* 1934年）[46]
- 11月6日 - 名倉淑子、日本のヴァイオリニスト、フェリス女学院大学名誉教授（* 1945年）[47]
- 11月6日 - 後藤哲夫、日本の俳優・声優（* 1950年）[48]
- 11月6日 - ヒュー・マクドウェル（英語版）、イギリスのチェリスト、エレクトリック・ライト・オーケストラメンバー・元ウィザードメンバー（* 1953年）[49]
- 11月6日 - ジョナサン・キャントウェル、オーストラリアのロードレース選手（* 1982年）[50]
- 11月7日 - 日吉フミコ、日本の政治家、元水俣市議会議員、水俣病市民会議会長（* 1915年）[51]
- 11月7日 - フランシス・レイ、フランスの作曲家（* 1932年）[52]
- 11月7日 - 林信彰（中国語版）、台湾のプロ野球選手、野球指導者（* 1937年）[53]
- 11月7日 - 山名将夫、日本の洋画家（* 1948年）[54]
- 11月7日 - ミホール・オ・スーラウォーン（英語版）、アイルランドのミュージシャン、作曲家（* 1950年）[55]
- 11月8日 - ゴットフリート・ヴァイレンマン（英語版）、スイスの自転車競技選手（* 1920年）[56]
- 11月8日 - デニス・ロング、アメリカ合衆国の社会学者、ニューヨーク大学名誉教授（* 1923年）[57]
- 11月8日 - 和田淳二、日本の政治家、元徳島県上那賀町長（* 1942年）[58]
- 11月9日 - 森比左志、日本の児童文学作家、翻訳家（* 1917年）[59]
- 11月9日 - 藤井弘、日本のプロ野球選手【広島東洋カープ所属】（* 1935年）[60]
- 11月9日 - 山岡耕筰、日本のヴァイオリニスト、東京芸術大学名誉教授、日本弦楽指導者協会名誉会長（* 1935年）[61]
- 11月10日 - 笠原芳光、日本の宗教学者、京都精華大学元学長・名誉教授（* 1927年）[62]
- 11月11日 - ダグラス・レイン、カナダの俳優（* 1928年）[63]
- 11月11日 - 園田博之、日本の政治家、衆議院議員（* 1942年）[64]
- 11月11日 - 石坂博史、日本の実業家、ひよ子会長（* 1950年）[65]
- 11月11日 - ドナルド・マッケイグ、アメリカ合衆国の小説家（* 1940年）[66]
- 11月12日 - スタン・リー、アメリカ合衆国の漫画原作者（* 1922年）[67]
- 11月12日 - 広瀬吉治、日本の野球指導者（洲本高、浪商高校監督）（* 1929年）[68]
- 11月12日 - リカルド・レケホ、スペインのピアニスト（* 1938年）[69]
- 11月12日 - 加治屋義人、日本の政治家、元自由民主党参議院議員（* 1938年）[70]
- 11月12日 - 天野健太郎、日本の翻訳家（* 1971年）[71]
- 11月12日 - 李敏慧、大韓民国の自転車競技選手（* 1985年）[72]
- 11月13日 - オレステ・ジェンタ（イタリア語版）、イタリアの軍人、パイロット（* 1911年）[73]
- 11月13日 - キャロライン・ハント（英語版）、アメリカ合衆国のホテル経営者、フィランソロピスト（* 1923年）[74]
- 11月13日 - キャサリン・マグレガー、アメリカ合衆国の女優（* 1925年）[75]
- 11月13日 - ロナルド・ドーア、イギリスの社会学者、ロンドン大学名誉教授（* 1925年）[76]
- 11月13日 - ルチョ・ガティカ（スペイン語版）、チリのボレロ歌手（* 1928年）[77]
- 11月13日 - マルチェッラ・ジャンドー（英語版）、イタリアの陸上競技選手（* 1928年）[78]
- 11月13日 - ニコライ・シリス（ロシア語版）、ロシアの画家、彫刻家（* 1928年）[79]
- 11月13日 - モハマド・スルヤ（インドネシア語版）、インドネシアの教育者（* 1941年）[80]
- 11月13日 - チッタ・ジェナ（オリヤー語版）、インドのプレイバックシンガー（* 1941年）[81]
- 11月13日 - フランツ・アンネン（ドイツ語版）、スイスのカトリック司祭、神学者（* 1942年）[82]
- 11月13日 - 成田賢、日本の歌手、シンガーソングライター（* 1945年）[83]
- 11月13日 - フレデリック・ベリー（英語版）、アメリカ合衆国の政治家（* 1949年）[84]
- 11月13日 - ジャン＝クロード・トマ（英語版）、フランスの政治家（* 1950年）[85]
- 11月13日 - 片山広明、日本のジャズサクソフォーン奏者（* 1951年）[86]
- 11月13日 - トニ・カナト（カタルーニャ語版）、スペインの映画監督（* 1953年）[87]
- 11月14日 - 鍾士元、香港の実業家、政治家（* 1917年）[88]
- 11月14日 - 青木生子、日本の文学者、元日本女子大学学長・理事長（* 1920年）[89]
- 11月14日 - アニバル・ゴンサレス（英語版）、プエルトリコのジャーナリスト（* 1927年）[90]
- 11月14日 - レギナ・ビエルスカ（ポーランド語版）、ポーランドの歌手（* 1928年）[91]
- 11月14日 - ロルフ・ホッペ（英語版）、ドイツの俳優（* 1930年）[92]
- 11月14日 - フランシスコ・モリナ（英語版）、チリのサッカー選手（* 1930年）[93]
- 11月14日 - ジェイムズ・ハンセン（英語版）、アメリカ合衆国の政治家（* 1932年）[94]
- 11月14日 - モアテン・グルンヴァルド（英語版）、デンマークの俳優、舞台演出家（* 1934年）[95]
- 11月14日 - ソリン・ヴィエル（ルーマニア語版）、ルーマニアの哲学者（* 1934年）[96]
- 11月14日 - フェルナンド・デル・パソ、メキシコの小説家、詩人（* 1935年）[97]
- 11月14日 - ジューリア・ランチアーニ（イタリア語版）、イタリアのポルトガル語学者、文献学者（* 1935年）[98]
- 11月14日 - ヘスス・「チュソ」・ロドリゲス（スペイン語版）、スペインのサッカー選手（* 1949年）[99]
- 11月14日 - アントーニオ・マルコリーニ（イタリア語版）、イタリアのサッカー選手、指導者（* 1950年）[100]
- 11月14日 - 佐山雅弘、日本のジャズピアニスト、作曲家（* 1953年）[101][102]
- 11月14日 - ザイナル・アリフィン・アブドゥル・ハミド・「ザイボ」（マレー語版）、マレーシアの俳優、コメディアン（* 1956年）[103]
- 11月14日 - エヴァ・ガタ（ウクライナ語版）、ウクライナの数学者、小説家（* 1958年）[104]
- 11月14日 - ティム・ストックデイル（英語版）、イギリスの馬術選手（* 1964年）[105]
- 11月14日 - アイトル・サラスア（バスク語版）、スペインのベルチョラリ（* 1967年）[106]
- 11月14日 - アンドリー・プシュカル（ウクライナ語版）、ウクライナのボディビルダー、アームレスリング選手（* 1985年）[107]
- 11月14日 - カミロ・カトリジャンカ（スペイン語版）、チリ・マプチェ族の学生運動家（* 1994年）[108]
- 11月15日 - 仲村正治、日本の政治家、衆議院議員（* 1931年）[109]
- 11月15日 - ソニー・ノウルズ（英語版）、アイルランドの歌手（* 1932年）[110]
- 11月15日 - ロイ・クラーク、アメリカ合衆国のカントリーミュージシャン（* 1933年）[111]
- 11月15日 - アウジール・シュレー（英語版）、ブラジルのジャーナリスト、サッカーブラジル代表ユニフォームデザイナー（* 1934年）[112]
- 11月15日 - カシム・カフィ（フランス語版）、チュニジアの歌手、作曲家（* 1945年）[113]
- 11月15日 - ルイージ・ロッシ・ディ・モンテレーナ（英語版）、イタリアの政治家（* 1946年）[114]
- 11月15日 - イヴァン・スミルノフ（英語版）、ロシアのギタリスト（* 1955年）[115]
- 11月15日 - 藤川孝幸、日本の元サッカー選手、サッカー指導者（* 1962年）[116][117]
- 11月15日 - イヴ・イェルサン、スイスの映画監督、テレビプロデューサー（* 1942年）[118]
- 11月15日 - ジョレス・メドヴェージェフ、ソビエト連邦およびロシアの生物学者（* 1925年）[119]

## (16日 - 30日)

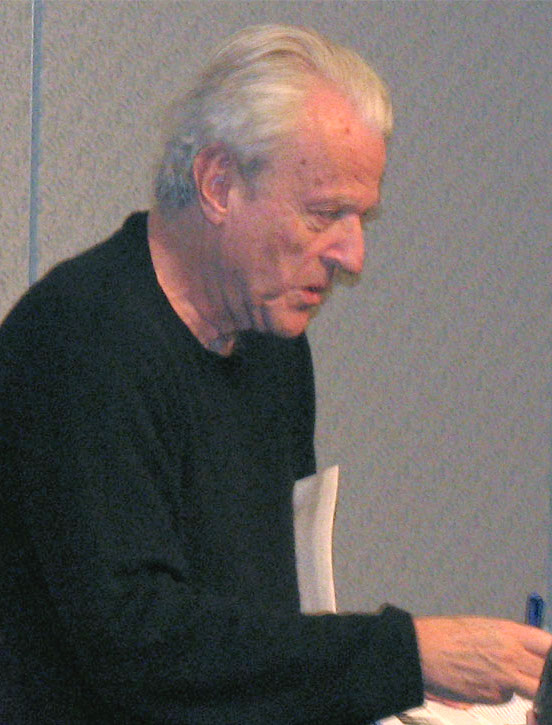
ウィリアム・ゴールドマン／11月16日没

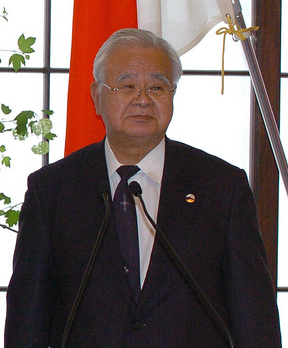
米倉弘昌／11月16日没

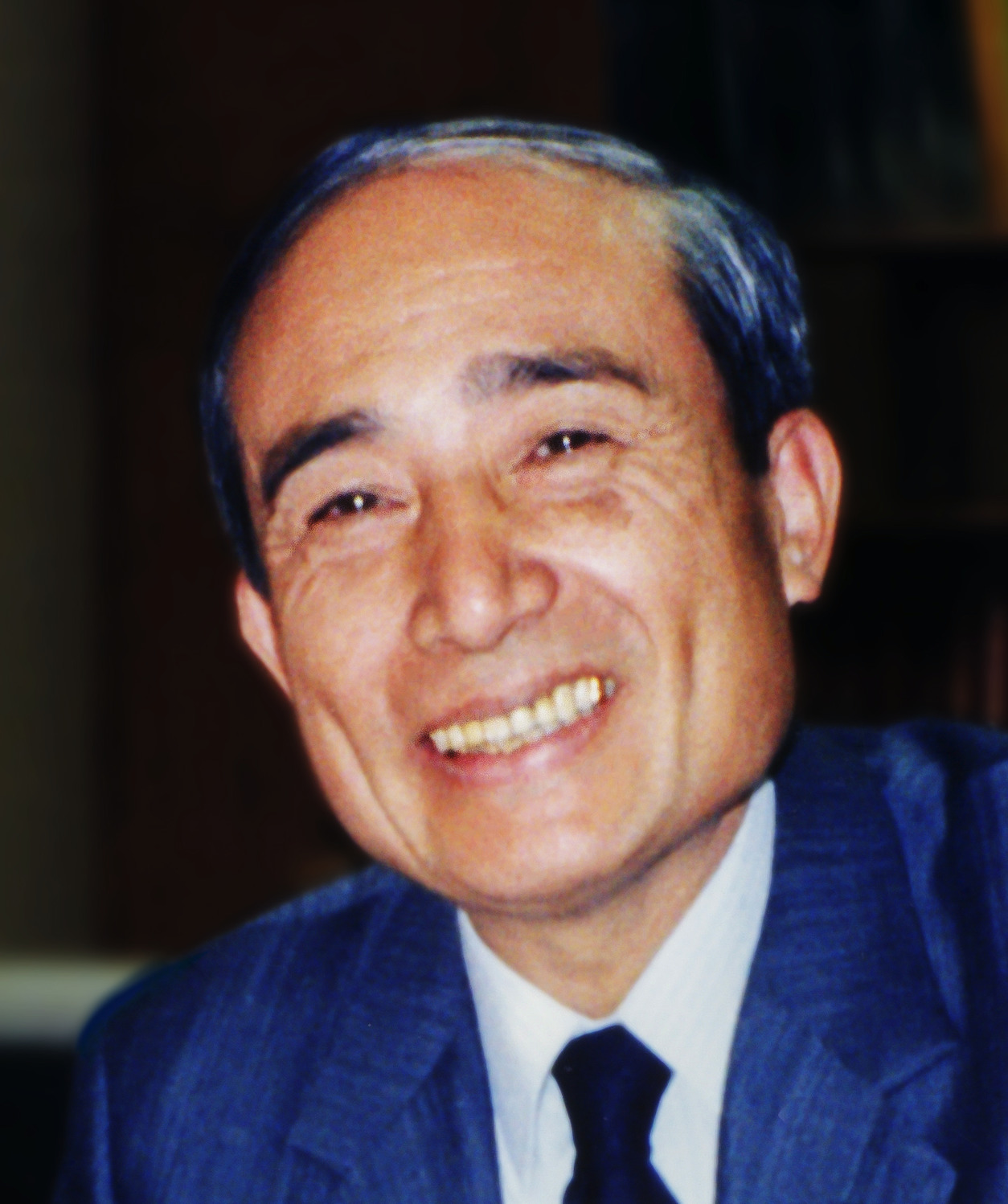
向山光昭／11月17日没

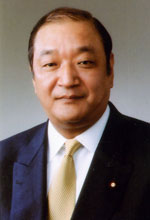
近藤基彦／11月17日没

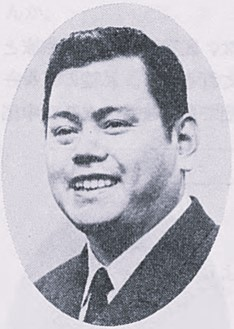
中尾栄一／11月18日没

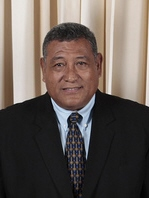
アピサイ・イエレミア／11月19日没

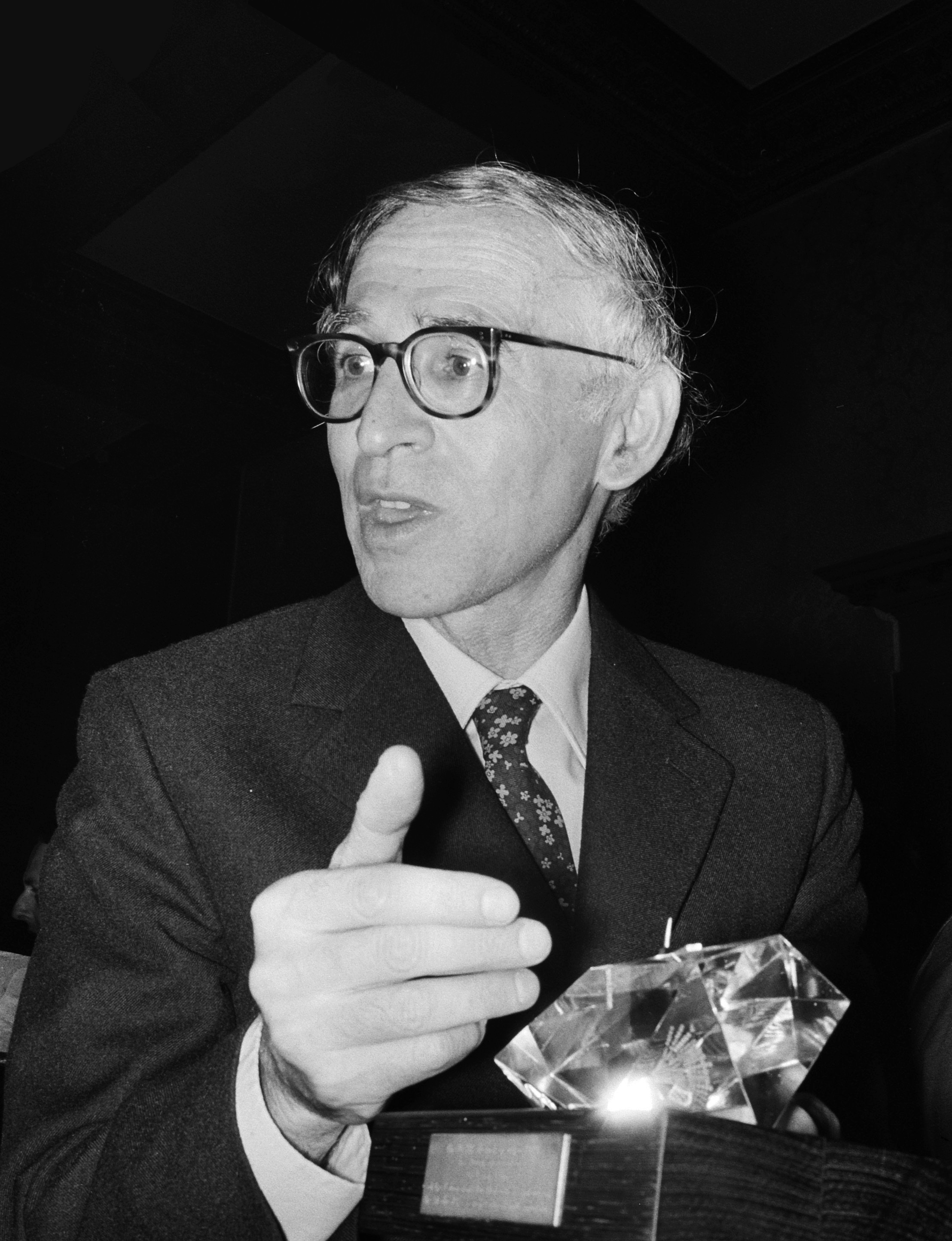
アーロン・クルーグ／11月20日没

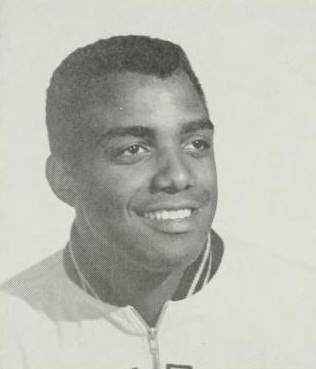
ウィリー・ナオルス／11月22日没

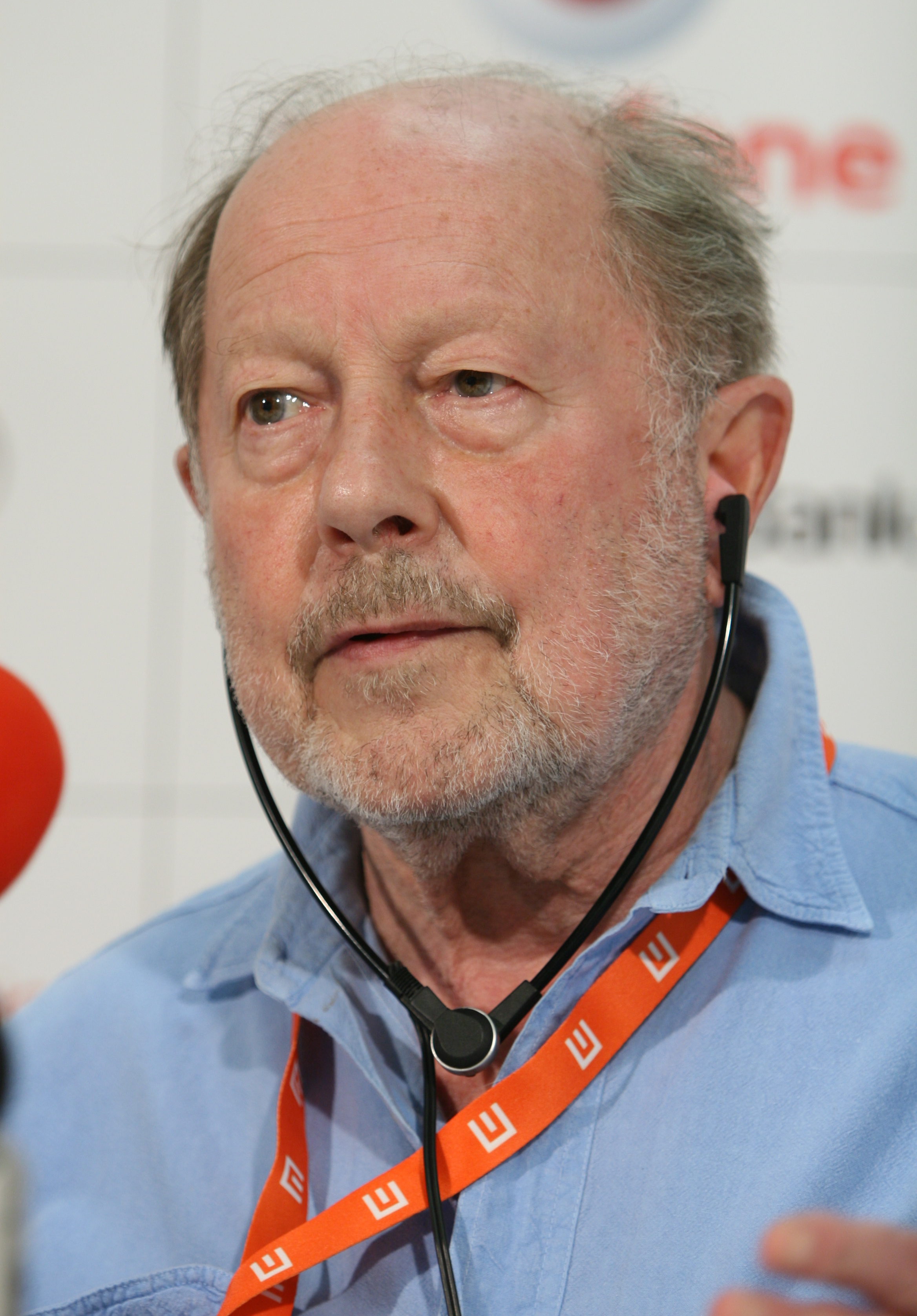
ニコラス・ローグ／11月23日没

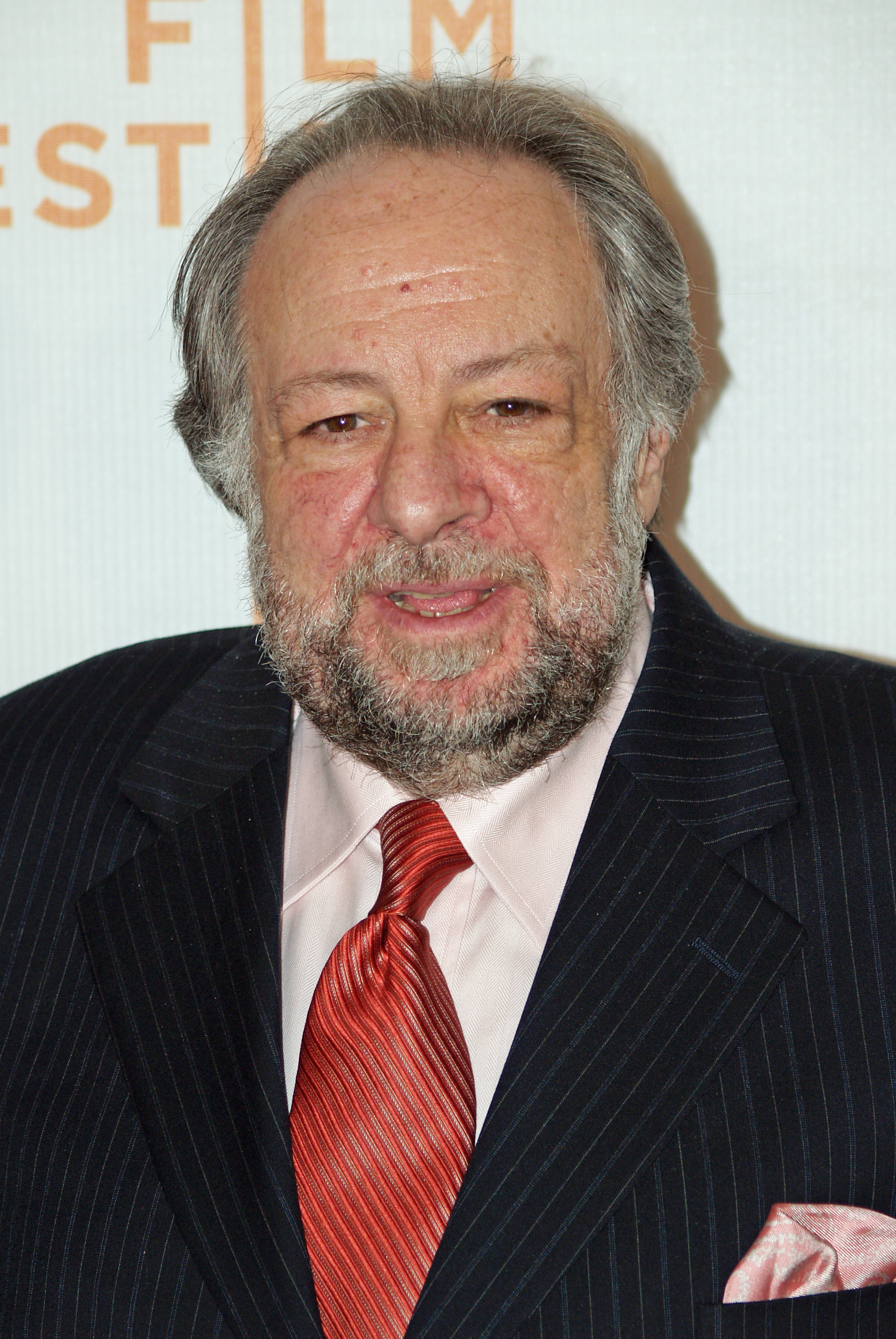
リッキー・ジェイ／11月24日没

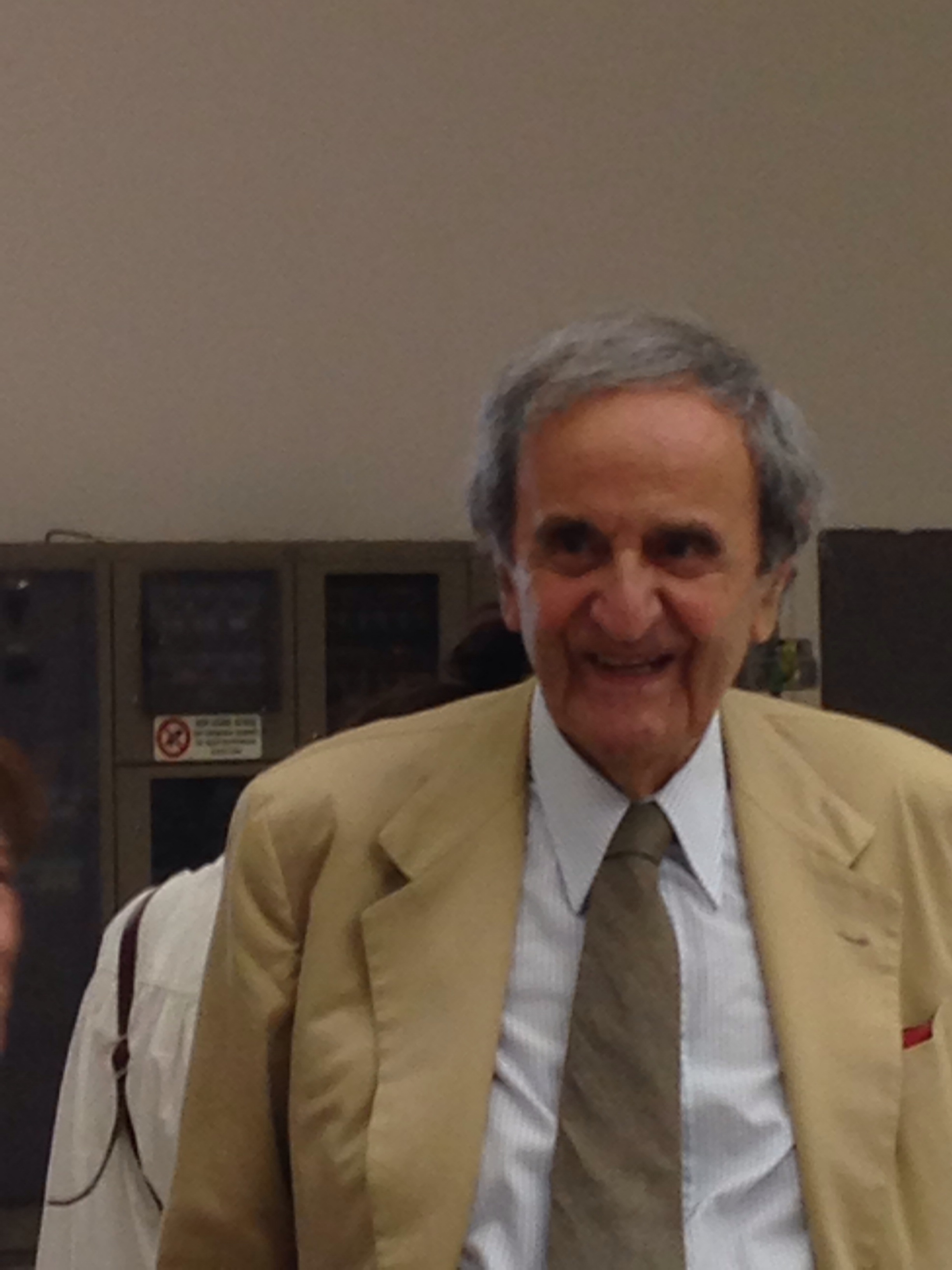
トマス・マルドナード／11月26日没

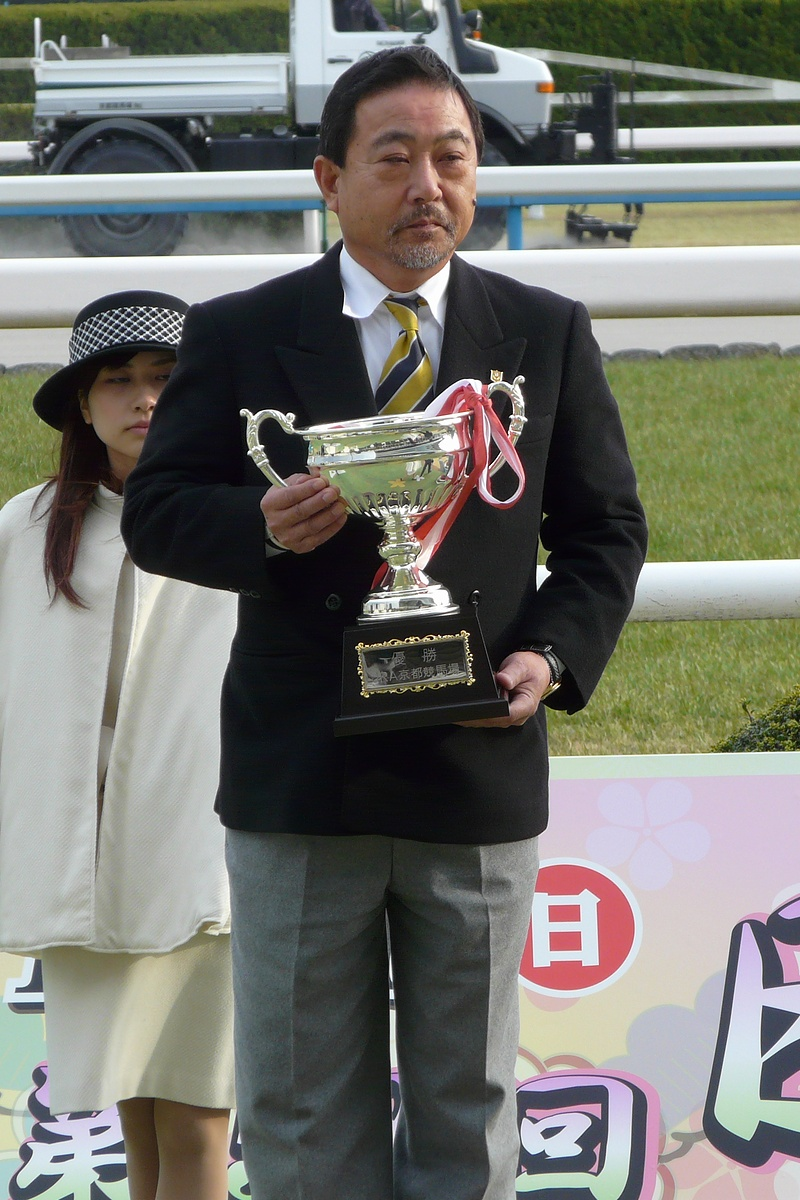
崎山博樹／11月29日没

ジョージ・H・W・ブッシュ]／11月30日没

- 11月16日 - 江口草玄、日本の書家（* 1920年）[120]
- 11月16日 - ニック・テスタ、アメリカ合衆国のプロ野球選手【大毎オリオンズ所属】（* 1928年）[121]
- 11月16日 - ウィリアム・ゴールドマン、アメリカ合衆国の作家、脚本家（* 1931年）[122]
- 11月16日 - 辻田実、日本の政治家、前千葉県館山市長（* 1933年）[123]
- 11月16日 - フレミング・ニルスン（英語版）、デンマークのサッカー選手（* 1934年）[124]
- 11月16日 - パブロ・フェロ（英語版）、キューバ出身のアメリカ合衆国のグラフィックデザイナー（* 1934年）[125]
- 11月16日 - 米倉弘昌、日本の実業家、日本経済団体連合会（経団連）名誉会長（* 1937年）[126]
- 11月16日 - 山澤逸平、日本の経済学者、国際大学元学長、一橋大学名誉教授（* 1937年）[127]
- 11月16日 - スコット・イングリッシュ（英語版）、アメリカ合衆国のソングライター、音楽プロデューサー（* 1937年）[128]
- 11月16日 - ヤン・ピアソン（英語版）、デンマークの写真家（* 1943年）[129]
- 11月16日 - アレック・フィン（英語版）、イギリス出身のアイルランドのブズーキ奏者（* 1944年）[130]
- 11月16日 - フランシスコ・カルボ（スペイン語版）、スペインの美術史家、美術評論家（* 1948年）[131]
- 11月16日 - ヴァラキ・アンナ（ハンガリー語版）、ハンガリーの文学史家、著述家（* 1948年）[132]
- 11月16日 - ブラッシャイ・ゾルターン（ハンガリー語版）、ハンガリーの文学史家、著述家（* 1948年）[133]
- 11月17日 - 程開甲、中華人民共和国の原子核物理学者、核兵器技術者（* 1918年）[134]
- 11月17日 - 野村昌夫、日本の実業家、元住友ベークライト社長（* 1925年）[135]
- 11月17日 - リチャード・ベイカー（英語版）、イギリスのアナウンサー（* 1925年）[136]
- 11月17日 - 向山光昭、日本の有機化学者、東京大学名誉教授（* 1927年）[137]
- 11月17日 - エリク・パドマシー（英語版）、インドの俳優、広告撮影監督（* 1928年）[138]
- 11月17日 - 吉田剛、日本の脚本家、映画監督（* 1935年）[139][140]
- 11月17日 - メティン・テュレル（トルコ語版）、トルコのサッカー選手、指導者（* 1937年）[141]
- 11月17日 - シリル・パヒヌイ（英語版）、アメリカ合衆国のスラックキーギター奏者（* 1950年）[142]
- 11月17日 - 近藤基彦、日本の政治家、元自由民主党衆議院議員（* 1954年）[143]
- 11月17日 - プリンツ・ガーボル（ハンガリー語版）、ハンガリーの実業家（* 1956年）[144]
- 11月17日 - エヴゲーニー・オシン（ロシア語版）、ロシアの歌手（* 1964年）[145]
- 11月17日 - イェンス・ビュヒナー（ドイツ語版）、ドイツの歌手（* 1969年）[146]
- 11月18日 - 筒井迪夫、日本の林学者、東京大学名誉教授（* 1925年）[147]
- 11月18日 - 中尾栄一、日本の政治家、元自由民主党衆議院議員、第63代建設大臣、第54代通商産業大臣（* 1930年）[148]
- 11月18日 - 十川信介、日本の近代文学研究者、学習院大学名誉教授（* 1936年）[149]
- 11月18日 - キム・イル（朝鮮語版）、大韓民国の声優（* 1966年）[150]
- 11月19日 - アリ・ロドリゲス・アラケ（英語版）、ベネズエラの政治家、外交官、元外相、元OPEC事務局長（* 1937年）[151]
- 11月19日 - 花塚仁、日本の実業家、元電通副社長（* 1938年）[152]
- 11月19日 - 高日音彦、日本の政治家、元京都府福知山市長（* 1939年?）[153]
- 11月19日 - 植木康之、日本の実業家、植木組会長（* 1944年）[154]
- 11月19日 - アピサイ・イエレミア、ツバルの政治家、第11代首相（* 1955年）[155]
- 11月20日 - アーロン・クルーグ、リトアニア出身のイギリスの物理化学者、ノーベル化学賞受賞者（* 1926年）[156]
- 11月20日 - 市原明、日本の病理学者、徳島大学名誉教授（* 1928年）[157]
- 11月20日 - エディ・C・キャンベル（英語版）、アメリカ合衆国のブルースギタリスト、歌手（* 1939年）[158]
- 11月21日 - ヨセフ・モルナール、オーストリア出身のハープ奏者、声楽家（* 1929年）[159]
- 11月21日 - イーゴリ・コロボフ（ロシア語版）、ロシアの軍人、GRU情報総局長（* 1956年）[160]
- 11月21日 - ママネ・バルカ（英語版）、ニジェールのミュージシャン（* 1959年）[161]
- 11月22日 - ウィリー・ナオルス、アメリカ合衆国のバスケットボール選手（* 1934年）[162]
- 11月22日 - 荒川洋二、日本の検察官、弁護士、元大阪高等検察庁検事長（* 1935年）[163]
- 11月22日 - ソスラン・アンディエフ（ロシア語版）、ロシアのアマチュアレスリング選手、1976年モントリオール・1980年モスクワオリンピックフリースタイル100kg超級金メダリスト（* 1952年）[164]
- 11月22日 - ヨシトミヤスオ、日本の漫画家、京都精華大学名誉教授（* 1938年）[165]
- 11月23日 - ニコラス・ローグ、イギリスの映画監督（* 1928年）[166]
- 11月23日 - ジョージ・ティ（英語版）、フィリピンの銀行家、メトロポリタン銀行創業者（* 1932年）[167]
- 11月23日 - ボブ・マクネア（英語版）、アメリカ合衆国の実業家、ヒューストン・テキサンズオーナー（* 1937年）[168]
- 11月23日 - ジェラルド・ウンガー（オランダ語版）、オランダのタイポグラフィデザイナー（* 1942年）[169]
- 11月23日 - 福田加奈子、日本の女優（* 1943年）[170]
- 11月23日 - 久米一正、日本の元サッカー選手、清水エスパルス・元名古屋グランパスゼネラルマネージャー、日本プロサッカーリーグ参与（* 1955年）[171]
- 11月23日 - ラエド・ファレス（英語版）、シリアのジャーナリスト、ラジオ番組司会者（* 1972年）[172]
- 11月24日 - 田中卓、日本の歴史学者、皇學館大学元学長・名誉教授（* 1924年）[173]
- 11月24日 - 初見一雄、日本の書家（* 1924年）[174]
- 11月24日 - 中村司、日本の鳥類学者、山梨大学名誉教授、国際鳥類学会名誉会長（* 1926年）[175]
- 11月24日 - ハロルド・ファーバーマン、アメリカ合衆国の指揮者、作曲家、打楽器奏者（* 1929年）[176]
- 11月24日 - リッキー・ジェイ、アメリカ合衆国の奇術師、俳優（* 1946年）[177]
- 11月24日 - 塚本光男、日本の政治家、元茨城県取手市長（* 1952年）[178]
- 11月25日 - 中川晴之助、日本のテレビ監督、演出家（* 1931年）[179]
- 11月25日 - 田村申一、日本の経済学者、獨協大学名誉教授（* 1932年?）[180]
- 11月25日 - 宮崎晃、日本の映画監督、脚本家（* 1934年）[181]
- 11月25日 - 前田憲男、日本のジャズピアニスト、作曲家、編曲家（* 1934年）[182]
- 11月25日 - 長谷邦夫、日本の漫画家、漫画評論家（* 1937年）[183]
- 11月25日 - 中邨靖夫、日本のアニメーター（* 1940年）[184]
- 11月25日 - グロリア・カッツ、アメリカ合衆国の脚本家、映画プロデューサー（* 1943年）[185]
- 11月25日 - 山本優、日本の脚本家（* 1946年）[186]
- 11月25日 - 加藤幸雄、日本の心理学者、臨床心理士、日本福祉大学元学長・名誉教授（* 1947年）[187]
- 11月25日 - ニナ・ベイリナ、ロシアのヴァイオリニスト（* 1931年）[188]
- 11月26日 - トマス・マルドナード、アルゼンチンの芸術家、思想家（* 1922年）[189]
- 11月26日 - 岩島久夫、日本の元軍人、軍事評論家、元アレン国際短期大学学長、旧防衛庁戦史部長、元南山大学教授（* 1926年）[190]
- 11月26日 - 泉貞吉、日本の政治家、元鹿児島県和泊町長（* 1926年?）[191]
- 11月26日 - 浜野正、日本の政治家、元茨城県下館市長（* 1928年）[192]
- 11月26日 - 尾崎重義、日本の法学者、筑波大学名誉教授（* 1936年）[193]
- 11月26日 - スタニスラフ・ゴルコヴェンコ、ロシアの指揮者、作曲家（* 1938年）[194]
- 11月26日 - ベルナルド・ベルトルッチ、イタリアの映画監督（* 1941年）[195]
- 11月26日 - 高取英、日本の劇作家・演出家、漫画評論家（* 1952年）[196]
- 11月26日 - サミュエル・ハディダ、モロッコ出身のフランスの映画プロデューサー（* 1953年）[197]
- 11月26日 - 坂井律子、日本のテレビディレクター、ノンフィクション作家（* 1960年）[198]
- 11月26日 - スティーブン・ヒーレンバーグ、アメリカ合衆国の海洋学者、スポンジ・ボブ原作者（* 1961年）[199]
- 11月27日 - 村橋忠夫、日本の政治家、元岐阜県伊自良村長（* 1928年?）[200]
- 11月27日 - 辻村真人、日本の声優（* 1930年）[201]
- 11月28日 - トマス・アルタイザー、アメリカ合衆国の神学者（* 1927年）[202]
- 11月28日 - 柳沢賢二、日本の政治家、元長野県坂城町長（* 1929年）[203]
- 11月28日 - ロバート・モリス、アメリカ合衆国の彫刻家、画家、現代美術家（* 1931年）[204]
- 11月28日 - 東清二、日本の環境保護活動家、元沖縄防衛局環境監視等委員会副委員長、琉球大学名誉教授（* 1933年）[205]
- 11月28日 - 福田理一、日本の工学者、上智大学名誉教授（* 1933年?）[206]
- 11月28日 - ニカノール・デ・カルバーリョ、ブラジルのサッカー選手・指導者（* 1947年）[207]
- 11月28日 - 勝谷誠彦、日本のコラムニスト（* 1960年）[208]
- 11月29日 - 赤木春恵、日本の女優（* 1924年）[209]
- 11月29日 - 川崎優、日本の指揮者、作曲家、常葉大学名誉教授（* 1924年）[210]
- 11月29日 - 藤村楠正、日本の政治家、元高知県仁淀村長（* 1928年?）[211]
- 11月29日 - ウルリヒ・レインデッカー（ドイツ語版）、ドイツの作曲家（* 1946年）[212]
- 11月29日 - 崎山博樹、日本の競馬調教師、元騎手【日本中央競馬会所属】（* 1950年）[213]
- 11月30日 - ジョージ・H・W・ブッシュ、アメリカ合衆国の政治家、第41代大統領（* 1924年）[214]
- 11月30日 - 黒澤満、日本の実業家・映画プロデューサー、セントラル・アーツ取締役社長（* 1933年）[215]
- 11月30日 - パルデン・ギャツォ（英語版）、チベットのチベット仏教僧（* 1933年）[216]
- 11月30日 - 大須賀瑞夫、日本のジャーナリスト、元毎日新聞記者（* 1943年）[217]